# إريك أوري
إريك أوري (بالهولندية: Eric Orie) هو لاعب كرة قدم ومدرب كرة قدم هولندي في مركز الوسط، ولد في 25 يناير 1968 في أوترخت في هولندا. لعب مع أدميرا فاكر مودلينغ وأوستريا فيينا وفي في في فينلو ونادي بلاكبول ونادي ريجيانا 1919 ونادي سانت بولتن.

## وصلات خارجية
- إريك أوري على موقع قاعدة بيانات كرة القدم.إي يو (الإنجليزية)
- إريك أوري على موقع عالم كرة القدم.نت (الإنجليزية)